# Campo Ligure
Campo Ligure – miejscowość i gmina we Włoszech, w regionie Liguria, w prowincji Genua.
Według danych na rok 2004 gminę zamieszkiwało 3169 osób, 137,8 os./km².